# جاسپر (آلاباما)
جاسپر (به انگلیسی: Jasper) شهری در شهرستان واکر ایالت آلاباما است که مساحت آن ۷۳٫۹۳ کیلومتر مربع است و در سرشماری سال ۲۰۱۰ میلادی، ۱۴٬۳۵۲ نفر جمعیت داشته و تراکم جمعیتی آن، ۱۹۴٫۱۳ نفر در هر کیلومتر مربع بوده است.